# Aitzol Aramaio
Aitzol Aramaio Bengoetxea (Ondárroa, País Vasco, 5 de marzo de 1971-Ib., 24 de abril de 2011) fue un director de cine español.
Formado en la Escuela de Cine y Vídeo de Andoáin, inició su carrera en el mundo de los videoclips para dar el salto al cine con el cortometraje Terminal (2002), con el que fue reconocido por el público y obtuvo diversos premios internacionales. Su primer y único largometraje fue  Un poco de chocolate, película basada en la novela Un tranvía en SP, de Unai Elorriaga, donde trabajó con actores como Héctor Alterio, Daniel Brühl y Bárbara Goenaga y que se estrenó en el Festival de Cine de Málaga en 2008.